# Admira Poznań
Admira Poznań – polski klub piłkarski z siedzibą w Poznaniu założony w 1922 roku pod nazwą KS Strzelec Poznań. W 1998 roku sekcja piłkarska została rozwiązana.

## Historia klubu
- 1926 – Kl-C - Admira występuje w jednej grupie wraz z TS Liga Poznań
- 1928 – Kl-B
- 1933 – Kl-C i awans do Kl-B
- 1934 – 1938 - w Kl-B
- 1939  – Kl-A, 3. miejsce zdobywając w 14 meczach 18 punktów, przy stosunku bramek 46-32
- W okresie okupacji Admira występuje pod nazwą Górczyna, biorąc udział w konspiracyjnych mistrzostwach Poznania.
- 1941 – wygrana grupy eliminacyjnej (w finale, w dniu przerwania rozgrywek, klub był na drugim miejscu).

tabela grupy finałowej
| lp. | klub       | punkty | bramki |
| --- | ---------- | ------ | ------ |
| 1   | Dębiec     | 7      | 19-11  |
| 2   | Górczyn    | 5      | 13-13  |
| 3   | Wilda      | 5      | 12-15  |
| 4   | Strzelecka | 3      | 12-17  |

- 1945 - Admira przystępuje do eliminacji, celem wyłonienia drużyn do poszczególnych klas rozgrywkowych A, B i C. W swojej grupie eliminacyjnej (gr. II) zajmuje 2. miejsce za KKS Leszno i obie drużyny kwalifikują się do grupy półfinałowej. W półfinałowej gr. A zwycięża Warta Poznań, a jako druga do finału awansuje Admira. W finale kończy na czwartym, ostatnim miejscu, ale zapewnia sobie awans do najwyższej wówczas klasy rozgrywkowej, Kl-A.

tabela gr. finałowej
| lp. | klub                         | punkty | bramki |
| --- | ---------------------------- | ------ | ------ |
| 1   | Warta Poznań                 | 10     | 32-10  |
| 2   | KKS Poznań                   | 10     | 31-9   |
| 3   | Ostrovia Ostrów Wielkopolski | 4      | 17-21  |
| 4   | Admira Poznań                | 0      | 8-37   |

W związku z tym, że KKS Poznań i Warta Poznań zakończyły rozgrywki z taką samą ilością punktów, o mistrzostwie zdecydował trzeci mecz między obu drużynami. Mecz rozegrano na neutralnym boisku "Arena" (Legii Poznań) w dniu 28 sierpnia, w którym Warta po dogrywce pokonała KKS 2-1 i to Warta zagrała o Mistrzostwo Polski, gdzie ostatecznie zdobyła tytuł Wicemistrza Polski.
- W dniu 19 sierpnia 1946 na stadionie (Warty Poznań) przy ul. Rolnej w obecności 15 tys. kibiców rozegrano mecz Poznań - Kraków zakończony remisem 2-2. W reprezentacji Poznania zagrał zawodnik Admiry Poznań - Twardowski.
- 1947 - Kl-A. W tej najwyższej klasie rozgrywkowej Admira zajęła 10. miejsce z dorobkiem zaledwie 4 punktów i stosunkiem bramek 23-61 i została zdegradowana do Kl-B.

W okresie powojennym w ramach wdrażania stalinowskich "reform" Admira przystąpiła do dość nietypowego jak na klub działający w mieście, związku. 6 stycznia 1949 stała się reprezentantem Związku Samopomoc Chłopska przyjmując nazwę Ludowy Zespół Sportowy Admira. Ostatecznie jednak w sierpniu 1949, weszła w skład Zrzeszenia Sportowego Włókniarz.
W 1956 nastąpiło reaktywowanie KS Admira, który znalazł patronat przy Wielkopolskich Zakładach Teletechnicznych "Teletra" zmieniając odtąd nazwę na KS Admira-Teletra Poznań.
- 1957-1960 - Kl-A. Jest to już jednak IV szczebel rozgrywek, a i ten w 1960 roku, okazuje się za wysoki i klub zostaje zdegradowany do Kl-B.
- W latach 60. i z początku lat 70. XX w. Admira balansuje między Kl-A i Kl-B tj. na poziomie V i VI szczebla rozgrywek.
- W 1976 na skutek nowej reformy powstaje w Wielkopolsce pięć nowych okręgów. Admira gra w Poznańskiej Lidze Okręgoej.
- 1977 - zdobywa mistrzostwo Okręgu poznańskiego i awansuje do Ligi Międzywojewódzkiej (III szczebel rozgrywek).
- 1978 - W Lidze Międzywojewódzkiej ostatecznie zajmuje 13 pozycję (przedostatnią) i z dorobkiem 13 punktów, bilansem bramkowym 22-57 zostaje zdegradowana.
- 1979 - Admira ponownie wygrywa Ligę Okręgową i ponownie awansuje do Ligi Międzywojewódzkiej.
- 1980 - Rozgrywki kończy ostatecznie na 9 pozycji (13 drużyn), zdobywając 20 punktów, przy bilansie bramkowym 18-23. Niestety nie pozwoliło to na pozostanie na dalszy sezon w III ligowym gronie.
- 1981 - Liga Okręgowa, 3. miejsce za Lechem II Poznań i Spartą Szamotuły z dorobkiem 42 punktów i bilansem bramkowym 62-19.
- 1982 - Liga Okręgowa, 5. miejsce, 26 punktów i bilans bramkowy 39-36.
- 1983 - Liga Okręgowa, 2. miejsce, za Lechem II Poznań, 37 punktów i bilans bramkowy 50-40.
- 1984 - Liga Okręgowa, 6. miejsce, 28 punktów i bilans bramkowy 40-43
- 1985 - Liga Okręgowa i degradacja do Kl-A.
- 1986 - Kl-A i awans do Ligi Okręgowej.
- 1987 - Liga Okręgowa, 3. miejsce za Spartą Szamotuły i Mieszkiem Gniezno, 34 punkty, i bilans bramkowy 32-21.
- 1988 - Liga Okręgowa, 4. miejsce, 32 punkty i bilans bramkowy 47-46.
- 1989 - 1998 - Admira gra w Lidze Okręgowej i na skutek utraty sponsora sekcja piłkarska w 1998 zostaje rozwiązana.

## Sukcesy
- III liga (2 sezony)- 1977/78 i 1979/80
- Puchar Polski (trzykrotnie szczebel centralny) - 1978/79 -I seria eliminacyjna (Kania Gostyń - Admira Poznań 2-1), 1979/80 - 1/16 (Lubuszanin Trzcianka - Admira 0-3, Admira - Bałtyk Gdynia 1-1 karne 6-5, Admira - ROW Rybnik 2-1 po dogrywce, Admira - Odra Opole 1-3), 1981/82 - I seria eliminacyjna (Admira - Warta Poznań 0-2).

## Inne sekcje
- brydż
- boks - sekcja istniała w klubie jeszcze pod nazwą Strzelec
- pływanie - w latach 50. prowadziła sekcję pływacką dla głuchoniemych.
- siatkówka męska